# Press (singel)
Press – singel amerykańskiej raperki Cardi B. Singel został wydany 31 maja 2019. Twórcą tekstu utworu jest Cardi B, natomiast jego produkcją zajęli się Slade Da Monsta i Key Wane.
„Press” jest utrzymany w stylu muzyki hip-hop. Utwór był notowany na 16. miejscu na liście najlepiej sprzedających się singli w Stanach Zjednoczonych.

## Wykonania na żywo
Utwór został wykonany podczas gali BET Awards 2019, wraz z singlem „Clout” z udziałem jej męża Offseta.

## Lista utworów
- Digital download[2]

1. „Press” – 2:23

## Notowania i certyfikaty
| Lista (2019)                        | Najwyższa pozycja |
| ----------------------------------- | ----------------- |
| Australia (Top 50 Singles)          | 65                |
| Francja (Top 200 Singles)           | 158               |
| Irlandia (Top 100 Singles)          | 38                |
| Kanada (Billboard Canadian Hot 100) | 37                |
| Portugalia (Top 100 Singles)        | 91                |
| Stany Zjednoczone (Hot 100)         | 16                |
| Szwajcaria (Singles Top 100)        | 97                |
| Węgry (Single (track) Top 40 lista) | 6                 |
| Wielka Brytania (Singles Top 200)   | 44                |

| Lista (2019)                              | Pozycja |
| ----------------------------------------- | ------- |
| Portugalia (Top 100 Singles)              | 2027    |
| Stany Zjednoczone (Hot R&B/Hip-Hop Songs) | 55      |

| Państwo                  | Status          |
| ------------------------ | --------------- |
| Stany Zjednoczone (RIAA) | platynowa płyta |

## Historia wydania
| Region | Data         | Format                      | Wytwórnia | Źródło |
| ------ | ------------ | --------------------------- | --------- | ------ |
| Świat  | 31 maja 2019 | Digital download, streaming | Atlantic  | [ 2 ]  |